# New Year Pass
New Year Pass är ett bergspass i Antarktis. Det ligger i Östantarktis. Nya Zeeland gör anspråk på området. New Year Pass ligger 2 185 meter över havet.
Terrängen runt New Year Pass är varierad, och sluttar västerut. Trakten är obefolkad. Det finns inga samhällen i närheten.